# De domo sua
De domo sua ad pontifices ("Sulla propria casa, al collegio pontificale") è un'orazione pronunciata nel 57 a.C. da Marco Tullio Cicerone contro Publio Clodio Pulcro per riavere l'area e i fondi per ricostruire la sua casa, confiscatagli durante l'esilio e con una parte delle proprietà del Palatino consacrata alla dea Libertas; Cicerone dichiara questa consacrazione invalida per ottenerne la restituzione.
L'opera risulta essere molto complessa, poiché per convincere il collegio ad appoggiare la sua causa, Cicerone articolò il suo discorso attaccando sia la mancanza di moralità del suo avversario, sia la validità della sua carica e quindi dei suoi provvedimenti, per accingersi soltanto in conclusione a parlare della restituzione della casa. In tutta l'opera, l'autore non mancherà mai di sottolineare come egli sia difensore e salvezza della patria e come dalla sua parte vi fosse il favore degli dei.

## Struttura dell'opera
Nell'esordio Cicerone parla degli uomini che hanno ricevuto il potere in terra dagli dei, affinché venisse assicurato il rispetto e il mantenimento sia delle norme religiose, sia dello Stato. Per tale motivo, coloro ai quali veniva affidato questo impegno dovevano essere cittadini illustri e autorevoli, rispettosi del mos maiorum, esempi di moralità.
Tale inizio non è altro che una premessa con cui Cicerone vuole invitare i pontefici a prendere coscienza dell'uso scellerato del potere da parte di Clodio, da lui chiamato «funesta rei publicae pestis», "funesta cancrena dello Stato"; questi, infatti, stava creando problemi con le sue bande armate: i clodiani.
Dopodiché, Cicerone si difende dalla prima accusa di Clodio. Questi gli rimproverava di aver meditato un colpo di Stato sul Campidoglio in favore di Gneo Pompeo Magno, proponendo la concessione di poteri straordinari per l'annona, soluzione che i due consoli Gneo Cornelio Lentulo Marcellino e Quinto Cecilio Metello Nepote Minore (a cui Cicerone si sentiva debitore poiché avevano appoggiato il suo ritorno in patria) volevano attuare per risolvere la grave carestia che aveva colpito Roma. Il 7 settembre del 57, infatti, il senato si riunì nel tempio della Concordia sotto il Campidoglio per discuterne. Metello venne ferito dai clodiani, che infervoravano la folla, e così la riunione si spostò sul Campidoglio stesso. Cicerone si recò, in quanto senatore ed essendo suo dovere (questa è la motivazione che fornisce a Clodio che l'accusava del colpo di Stato), alla seduta e appoggiò la proposta dei due consoli.
L'oratore prosegue cercando di dimostrare come lo stesso Clodio avesse fatto uso e concesso poteri straordinari, e come quindi fosse ipocrita la sua reticenza di non volerne farne uso anche in quell'occasione. Clodio, tribuno della plebe, fece approvare una legge sulle province consolari che assegnava a Pisone e Gabinio le province in cui i consoli si sarebbero recati come proconsoli l'anno seguente (a Pisone fu affidata la Macedonia e a Gabinio la Cilicia poi mutata in Siria); aveva concesso a Catone una carica straordinaria a Cipro soltanto per poterlo allontanare da Roma; aveva concesso la Cilicia, provincia consolare, ad un pretore (Balbo) con provvedimento straordinario. Questi e molti altri sono gli esempi con cui Cicerone cerca di dimostrare la sua tesi. Inoltre sottolinea come già precedentemente si fossero affidati poteri straordinari a Pompeo (imperium extraordinarium) e come questi fosse stato risolutivo ed efficace per il bene dello Stato, e come fosse il popolo stesso, tra cui anche i sostenitori di Clodio, a chiedere una soluzione per la situazione.
Cicerone poi continua nell'orazione sottolineando come anche il suo stesso esilio, di cui artefice fu proprio Clodio, fu una legge straordinaria, poiché non solo a condannarlo fu una legge ad personam, espressamente vietata dalle leggi sacre (si chiamavano sacratae le leggi ottenute principalmente dai plebei dopo la secessione sul monte detto sacro) e dalle Dodici Tavole. L'autore, inoltre, ricorda come lui non fu mai sottoposto a processo, ma come comunque dovette scontare ugualmente una pena; per questo motivo si definisce indemnatus.
Successivamente prosegue considerando come lo stesso tribunato di Clodio non fosse valido e di conseguenza anche i suoi provvedimenti. A sostegno di tale tesi, ricorda come Clodio, all'età di 35 anni, fosse stato adottato dal ventenne Fonteio, di famiglia plebea, solo e soltanto per poter assumere la carica di tribuno della plebe destinata a tali famiglie. Infatti non era stato adottato per l'incapacità della moglie di Fonteio di generare prole. Non aveva, come di consueto, abbracciato i sacra Archiviato il 18 maggio 2015 in Internet Archive. della famiglia adottiva.
Nel giorno in cui nei comizi curiati fu discussa la sua adozione furono osservati dei segni celesti sfavorevoli che però non furono presi in considerazione, mentre lui invece sosteneva che tutti i provvedimenti di Cesare presi in violazione degli auspici venissero annullati. Infine, tra la proposta di legge e la sua approvazione non trascorse il tempo prestabilito dalle leggi.
La lex Clodia de capite civis Romani stabiliva la pena dell'esilio per chi avesse deliberato una condanna a morte senza concedere la provocatio ad populum, cioè la facoltà per ciascun cittadino romano di ricorrere in appello al popolo per evitare la condanna. Cicerone aveva agito proprio in questo modo contro i catilinari. In più, Clodio sosteneva che Cicerone aveva presentato un falso senatoconsulto.
L'autore, quindi, sottolinea come quest'ultima accusa non fosse vera, e come invece la lex Clodia fosse stata fatta proprio per colpirlo, perché secondo quanto stabilito dalla stessa, anche Catone sarebbe dovuto andare in esilio, ed invece fu allontanato col pretesto dell'incarico a Cipro. Inoltre nel provvedimento conseguente alla sua colpa, contro Cicerone, vi era il divieto di ospitarlo, e non l'ordine di abbandonare Roma.
Lasciare Roma, sottolinea l'autore, fu una decisione presa da lui stesso e non per vigliaccheria come Clodio gli rinfacciò, ma per difendere gli innocenti che altrimenti sarebbero stati colpiti (anche se sappiamo sempre dalla sua orazione che, dopo il suo allontanamento, furono ugualmente perseguitati sua moglie, suo fratello, i suoi figli e i suoi amici). Soltanto dopo la sua partenza fu fatta una legge apposita che lo condannava all'esilio: lex de exilio Ciceronis.
L'oratore ricorda anche come la sua stessa pena fu inflitta al padre naturale di Clodio solo e soltanto per non essersi presentato in giudizio (Appio Claudio Pulcro, partigiano di Silla, nel 90 fu citato in giudizio da un tribuno della plebe), sottolineando come invece lui fosse stato privato di tale diritto.
Cicerone attacca, inoltre, la mancanza di moralità di Clodio, manifestatasi nell'occasione della vicenda della Bona Dea, gesto con cui era stata infangata la casa del pontefice massimo; e i continui rapporti incestuosi con la sorella Clodia.
Ma ecco che Cicerone si appresta finalmente a parlare della sua casa.
La lex Licinia de legum latione e l'Aebutia prevedevano che l'esecuzione d'un provvedimento non fosse affidata al magistrato proponente, ai suoi colleghi o parenti. Clodio invece si era assunto la direzione dei lavori per demolire la casa di Cicerone e costruirvi un tempio alla Libertà. Inoltre vi aveva posto una statua, a rappresentare tale valore, che però Cicerone riferisce essere stata sottratta dal fratello di Clodio, dalla tomba di una meretrice greca, un ornamento quindi inadatto alla sacralità di un tempio. L'autore riferisce anche come la decisione sulla proprietà fu presa non dal collegio dei pontefici, che non fu nemmeno chiamato per deliberare. L'unico pontefice presente era il più giovane, il quale altro non era se non il fratello della moglie di Clodio: Pinario Natta. Quindi non vi era alcun diritto di rituale pontificale. Non fu chiesto nemmeno il parere della plebe e la legge Papiria vietava di consacrare degli edifici senza l'ordine della plebe.
Dopo aver accusato Clodio di aver cercato di comprare il terreno attraverso un prestanome (nessuno volle comprarlo, nemmeno dopo che fu messo all'asta), e aver avvelenato Q. Seio Postumo, il quale possedeva il terreno adiacente e si era rifiutato di venderlo, Cicerone conclude il discorso, chiedendo la restituzione della terra e la ricostruzione della propria casa.

### Importanza della casa
Può sembrare una pretesa arrogante, da parte di Cicerone, il chiedere non solo la restituzione del terreno ma anche la ricostruzione della propria casa. Tuttavia dobbiamo considerare il significato politico e simbolico dell'accaduto. Possedere una casa posta sul Palatino, uno dei sette colli di Roma, dove si dice la città fosse stata fondata, significava non solo avere un ruolo predominante nella civitas, ma anche essere riconosciuto tra i padri della Repubblica romana, tra i fondatori della patria. Aver tolto la casa a Cicerone, quindi, significava impedirgli di riavere il suo ruolo di grande importanza e di essere riammesso nella società.

#### Commento
La proposta di Cicerone di affidare a Pompeo per cinque anni la cura annonae andava a contrastare la proposta di Clodio che invece voleva affidarla a un suo collaboratore. Quindi Clodio fece circolare la voce di un colpo di Stato da parte di Cicerone e Pompeo. Per difendersi da tale accusa, Cicerone approfittò della causa, discussa davanti ai pontefici, indetta per richiedere l'invalidazione della consacrazione, ordita da Clodio, del terreno dove sorgeva la sua casa sul Palatino.
Tale orazione risulta essere il suo più importante manifesto politico di quel periodo, per questo prima di arrivare a discutere della questione centrale, si preoccupa di legittimare il suo appoggio a Pompeo, di accusare Clodio della crisi in corso, e di rivalutare la vicenda del suo esilio che, secondo la sua ottica, ha contribuito alla situazione. Infatti per tutta l'opera Cicerone si presenterà come salvatore, luce, e risolutore per la res publica, ed evidenzierà sempre come il suo ritorno sia stato chiesto dal popolo stesso, e legittimato attraverso una legge dall'assemblea più illustre: il senato.
L'oratore fa intendere come il rialzo dei prezzi e la conseguente carestia fosse opera di Clodio e dei suoi seguaci che avevano fomentato le masse; infatti, nell'estate dopo che il senato lo aveva richiamato a Roma i prezzi si erano abbassati, e se si stava assistendo ad un nuovo rialzo dei prezzi era soltanto perché i clodiani avevano ripreso ad agire.
L'orazione passa continuamente da un tono ad un altro. La grande invocazione finale agli dei protettori della città è anticipata da una genuina indignazione. Clodio, di cui Cicerone tenta di dimostrare l'illegittimità di ogni atto, pubblico e privato, è descritto con toni fortemente spietati, alternati ad un sarcasmo che mira a sbeffeggiare anche i suoi collaboratori che spesso vengono descritti come ex catilinari.
Non dobbiamo dimenticare che i contrasti con Clodio nacquero soltanto dopo lo scandalo della Bona Dea. Infatti, la testimonianza decisiva in quell'occasione fu proprio quella di Cicerone, mentre Cesare, pur di non rinunciare ad un'eventuale alleanza con Clodio, preferì divorziare da sua moglie. Cicerone infatti, nell'orazione, lancia spesso il sospetto di un eventuale collaborazione fra i due; si pensa infatti che, parlando di un esercito con cui Clodio minacciava le masse, facesse riferimento proprio a quello di Cesare.
Si ritiene anche che Clodio fosse stato un semplice strumento di Cesare o Pompeo per contrastare Cicerone e che per questo fosse stato agevolato nel diventare tribuno della plebe. Quando però poi egli divenne scomodo, fu richiamato Cicerone. Il riferimento allo scandalo della Bona Dea serve a Cicerone per sottolineare come fosse paradossale che l'uomo che per intrattenere un rapporto incestuoso aveva osato persino profanare durante una festa sacra la casa del pontefice usasse come scusante per il possesso del terreno dove sorgeva la casa l'edificazione di un tempio alla Libertà e si atteggiasse a protettore delle prescrizioni religiose e della santità delle consacrazioni. Inoltre l'oratore sottolinea come ad aver fatto la consacrazione non fosse stato il collegio dei pontefici come di consueto, ma il più giovane e goffo dei pontefici, nonché suo cognato; e insiste sul fatto che se la consacrazione fosse stata ritenuta valida, allora qualunque dimora di qualunque cittadino, avrebbe corso lo stesso pericolo.
In questo modo Cicerone sottolinea come non ci si possa attenere soltanto ai puri formalismi religiosi, specialmente se essi entrano in contrasto col diritto civile (ciò che spiega proprio nel primo periodo dell'orazione) e se diventano oggetto d'abuso per gli scopi personali di un unico uomo. In questo modo Cicerone insinua la paura in quei ceti abbienti — ma non protetti da relazioni politiche — di cadere anch'essi vittima di simili provvedimenti, perché se era successo a lui, uomo di grande prestigio, difensore della patria, allora poteva succedere a chiunque per un puro e semplice capriccio personale.
Interessante è anche come Cicerone neghi di essere mai stato in esilio, poiché ad averlo voluto allontanare non è stato il popolo romano, ma un ammasso di criminali e Clodio, mentre il vero popolo romano era sempre stato dalla sua parte, e l'intero popolo romano era con lui, lontano da Roma. Il suo allontanamento è stato solo un sacrificio per evitare lo spargimento di sangue dei boni, che avrebbe fatto comodo a Clodio poiché avrebbe potuto consegnare la res publica nelle mani degli schiavi (timore dei ceti dirigenti).
Queste, chiaramente, sono soltanto 'belle parole'. La 'rinuncia alla lotta' nasconde la vera consapevolezza di Cicerone, è cioè il suo progressivo isolamento politico. Nel momento in cui Cicerone ebbe raggiunto il culmine del successo, divennero anche più numerosi i suoi nemici. La sua influenza su una parte consistente del senato era innegabile. Ma Cicerone era anche un uomo che difficilmente accettava alleanze, perseguiva il suo scopo: il bene della res publica. Per tale motivo, spesso si mostrò esplicitamente ostile a molti, e rifiutò molte alleanze (come quella con Cesare). Fu questo il motivo per cui fu allontanato da Roma. Tuttavia, dopo l'esperienza dell'esilio, gli fu chiaro come non fosse più possibile perseverare in questo modo, poiché proprio questo l'aveva portato all'isolamento, e cioè all'esilio. Infatti è assurdo considerare come un uomo potente come Pompeo non avesse potuto evitare il suo esilio. La domanda che sorge spontanea è: non aveva potuto o non aveva voluto? Molti sono infatti i critici che hanno avanzato l'ipotesi che l'esilio di Cicerone fosse stato concepito anche dallo stesso Pompeo. Non dobbiamo dimenticare che, durante l'assenza di quest'ultimo da Roma, Cicerone aveva rafforzato il suo potere prendendo accordi anche con antipompeiani, e questo sicuramente non dovette fare piacere a Pompeo. Inoltre Pompeo aveva stretto o stava per stringere il patto con Crasso e Cesare (primo triumvirato), e la continua opposizione nei confronti di quest'ultimo per la legge agraria, da parte di Cicerone, favorì certamente il sostegno clodiano.
Una volta tornato dall'esilio, Cicerone si rese conto che la sua politica doveva cambiare e che aveva bisogno di un nuovo tipo di consensus che troverà nella Pro Sestio la sua espressione più matura, senza contare che l'esperienza dell esilio aveva rafforzato la diffidenza dell'homo novus nei confronti della nobilitas, portandolo ad un'apertura dell'accesso al senato ai membri degli ordini inferiori. Altra conseguenza sarà la presa di coscienza della necessità di educare i giovani per riformare lo Stato, e l'allontanamento da parte di Cicerone dalla vita politica e il dedicarsi alla stesura di opere filosofiche, proprio perché non era più possibile fare politica, non secondo le sue idee.

## Cicero pro domo sua
Cicero pro domo sua ("Cicerone a favore della sua casa") è una locuzione latina derivante dal titolo di questa orazione.
"Cicero pro domo sua si dice rivolti a una persona, in preferenza con cariche o funzioni pubbliche, che nella sua posizione di potere si preoccupa un po' troppo a perorare cause per il proprio vantaggio personale."